# パンティー狩り
パンティー狩り（パンティーがり、英語: panty raid）は、女性のパンティーを奪う行為、特に1950年代にアメリカの大学で流行した男子学生が集団で女子学生の寮に侵入しパンティーを奪う行為を指す。

## 歴史

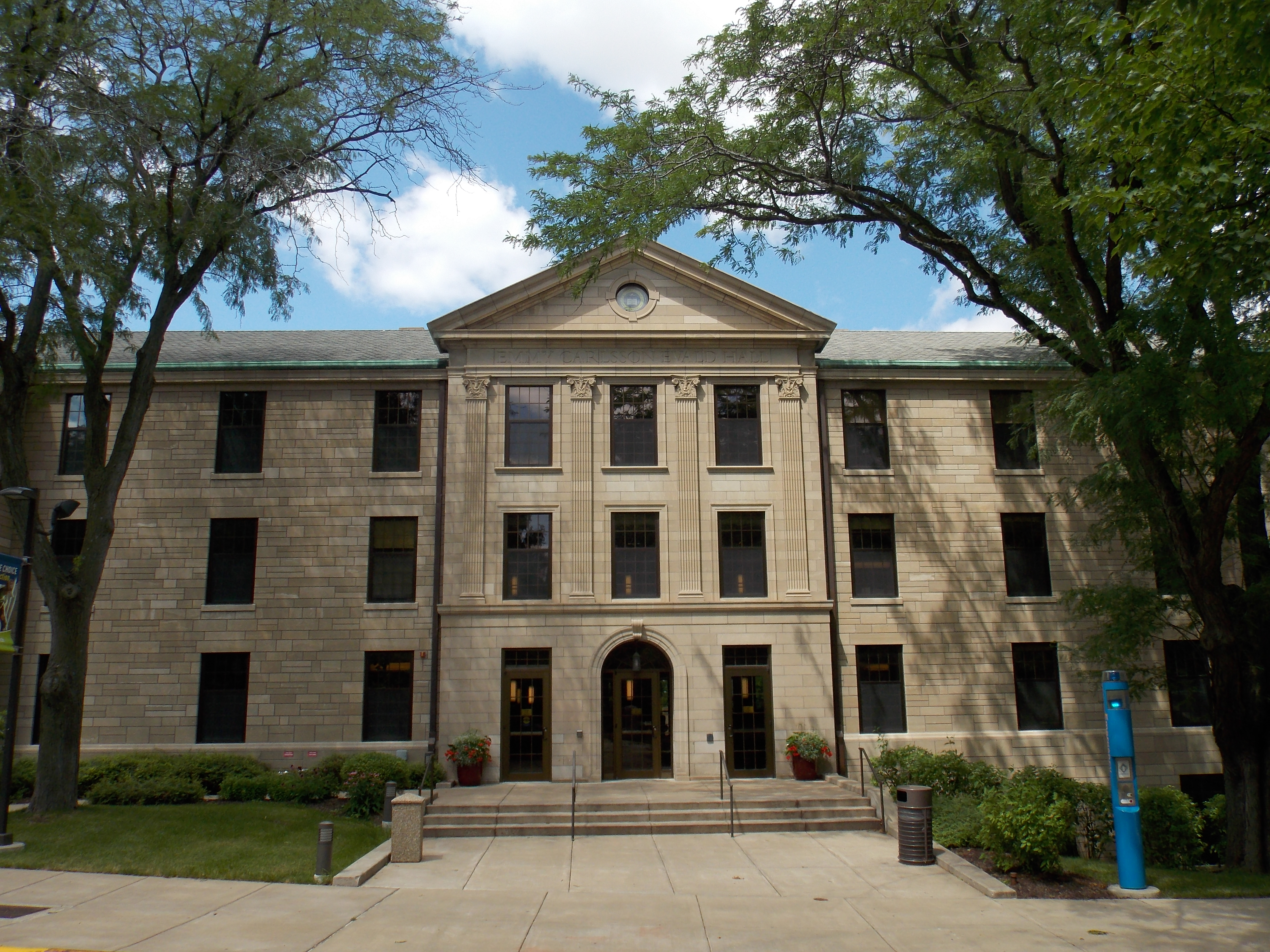
最初のパンティー狩りが発生したオーガスタナ大学の女子寮だった建物（改装済み）

文献に記された最初のパンティー狩りは1949年2月25日、イリノイ州ロックアイランドのオーガスタナ大学で発生した。男子学生の最初の一団がまず建物地下を通る暖房用のトンネルを通って女子寮（カールソンホール、後に講堂に改造）に侵入、中から鍵を開けて残りの襲撃者を呼び込み、約250名が建物に入り込んだ。襲撃者は第二次世界大戦に従軍し、復員兵援護法によって大学進学の機会を得た男子学生で、軍での経験からこうした侵入は得意であった。襲撃者はベッドをひっくり返す、女子学生をシャワーに放り込む、といった狼藉を働き、一部の学生は記念品として女子学生の下着を持ち出した。女子学生の側には怪我人はなかったが、警察が呼ばれる騒ぎとなった。暴徒は罪を問われることはなかったものの、この出来事は『シカゴ・トリビューン』、『星条旗新聞』、『タイム』、『ニューヨーク・タイムズ』といった新聞・雑誌の見出しを飾った。当初、事件は単に"riot"（騒動）あるいは"raid"（襲撃）と呼ばれていたが、ある地方紙が盗られたものの中に女性の下着がある点に着目、"panty raid"（パンティー狩り）として事件を報じたことから、以降はこの表現が定着した。
次の事件は1952年3月21日に発生し、ミシガン大学の学生が寮を襲った。この事件はパンティー狩りが全土に拡大するきっかけとなった。1952年4月8日、ペンシルベニア州立大学で起きた最初のパンティー狩りでは、2,000名の男子学生が女子寮に向かって行進、女子学生はこれを歓呼の声で迎え、扉や窓を開け放って下着を放り投げた。1952年春学期末までの間にこの流行は52大学に拡大した。
女子学生は一般に襲撃者を歓迎し、中には名前と連絡先を記した下着を渡し、男子学生との出会いの手段に用いる者もいた。ジョージタウン大学で起きた事件のようにときには逆に女子学生が男子学生を襲うこともあった。しかしワシントン大学では暴徒に窓が割られる事態となり、クリスチャン大学やスティーブン大学では女子学生がコーラの瓶やモップでミズーリ大学の男子学生と戦った。
その後も事件は続き、1953年春にはプリンストン大学の学生がウェストミンスター・クワイア・カレッジを襲った。1955年には最初のパンティー狩りがネブラスカ大学で発生、数百人が女子寮を襲い、けが人や停学者7名を出した。1956年5月にはカリフォルニア大学バークレー校で3,000人の男子学生によるパンティー狩りが発生、10,000ドルにも及ぶ損害が出た。ミシガン大学では1950年代から1960年代にかけ、パンティー狩りが春だけではなく秋にもフットボール壮行会の時期に併せて発生した。春季の流行としてのパンティー狩りは1960年代にも続き、1961年にはミシシッピ大学でパンティー狩りを行ったことを理由に3人の学生が退学処分となった。
大学におけるパンティー狩りが過去のものとなった後も、この流行を機に作られた"panty raid"の語は残った。原義を離れ、単独犯が性的倒錯感情から民家に侵入して下着を盗む、といった事例が"panty raid"と表現される事例も見られる。2009年にはアメリカのロックバンド、ゼブラヘッドが映画『ナーズの復讐』に登場するパンティー狩りの場面にちなみ、女性アーティストの曲のカバーのみで構成されたアルバムを『Panty Raid』と名付けて発売した。また派生表現として、"pansy raid"（ホモ狩り）という表現も用いられるようになっている。